# Домагој Иван Милошевић
Домагој Иван Милошевић (Загреб, 5. јануар 1970) је хрватски политичар и предузетник. Био је потпредседник Владе Републике Хрватске у кабинету Јадранке Косор. Посланик је у актуелном сазиву Хрватског сабора.

## Биографија
Рођен је у Загребу од оца Раденка Милошевића, привредника и политичара. Докторирао је медицину 1996. године на Универзитету у Загребу. Магистрирао је пословно управљање 2004. године у Бледу. Ожењен је од 1988. године са стоматологом Сандром Анић Милошевић с којом има сина и кћер.
Од 2000. године до 2010. године био је генерални директор Пастора, најстарије фабрике апарата за гашење пожара у региону, у којој је имао већинске власничке уделе и у којој је његов отац био вишегодишњи руководилац прије приватизације. Био је и члан надзорног одбора Јадран Капитала и управног одбора Хрватских извозника. Био је и председник надзорног одбора Хрватског удружења послодаваца.
У политику улази крајем 2010. године на позив хрватске премијерке Јадранке Косор која га је изабрала за потпредседника Владе задуженог за инвестиције 29. децембра 2010. године. На седмим парламентарним изборима 2011. године први пут је изабран у Хрватски сабор. Члан је одбора за привреду, одбора за рад и социјално партнерство, одбора за просторно уређење и градитељство и одбора за међупарламентарну сарадњу.
На изборима за председника Хрватске демократске заједнице у мају 2012. године био један је од пет кандидата на ту функцију. На изборима је освојио најмање гласова.